# Cliff Eidelman
Clifford Glen Eidelman (Los Angeles, 5 december 1964) is een Amerikaans componist en dirigent die muziek schreef voor films als Star Trek VI: The Undiscovered Country en My Girl 2.

## Carrière
Eidelman begon viool te leren spelen toen hij acht jaar oud was. Vervolgens begon hij in zijn jeugd andere instrumenten te studeren, van piano tot gitaar, in genres van jazz tot klassieke muziek. In 1988, na zijn studie muziek aan het Santa Monica College en de University of Southern California, schreef hij de filmmuziek voor zijn eerste film, Magdalene.
Zijn grote doorbraak was in 1991 met de compositie voor de film Star Trek VI: The Undiscovered Country. In de daaropvolgende jaren bleef Eidelman dramatische en epische partituren maken voor films als Christopher Columbus: The Discovery en Free Willy 3: The Rescue. Na verloop van tijd werd de stijl van zijn composities sentimenteler en minimalistischer, net als de films waarvoor ze zijn gemaakt.
Eidelman won in 2009 een BMI Film & TV Award met zijn compositie voor de film He's Just Not That Into You.

## Filmografie
| Jaar | Titel                                  | Opmerkingen      |
| ---- | -------------------------------------- | ---------------- |
| 1988 | Magdalene                              |                  |
| 1988 | To Die For                             |                  |
| 1989 | Animal Behavior                        |                  |
| 1989 | Triumph of the Spirit                  |                  |
| 1990 | Crazy People                           |                  |
| 1991 | Delirious                              |                  |
| 1991 | Star Trek VI: The Undiscovered Country |                  |
| 1992 | Christopher Columbus: The Discovery    |                  |
| 1992 | Leap of Faith                          | met Billy Straus |
| 1993 | Untamed Heart                          |                  |
| 1993 | The Meteor Man                         |                  |
| 1994 | My Girl 2                              |                  |
| 1994 | A Simple Twist of Fate                 |                  |
| 1995 | Now and Then                           |                  |
| 1997 | The Beautician and the Beast           |                  |
| 1997 | Free Willy 3: The Rescue               |                  |
| 1998 | Montana                                |                  |
| 1998 | One True Thing                         |                  |
| 2000 | Harrison's Flowers                     |                  |
| 2001 | An American Rhapsody                   |                  |
| 2003 | The Lizzie McGuire Movie               |                  |
| 2004 | Sexual Life                            |                  |
| 2005 | The Sisterhood of the Traveling Pants  |                  |
| 2006 | Open Window                            |                  |
| 2009 | He's Just Not That Into You            |                  |
| 2012 | Big Miracle                            |                  |

## Overige producties

### Televisiefilms
| Jaar | Titel                     | Opmerkingen |
| ---- | ------------------------- | ----------- |
| 1989 | Dead Man Out              |             |
| 1989 | Jacob Have I Loved        |             |
| 1989 | The Final Days            |             |
| 1990 | Judgment                  |             |
| 1991 | Backfield in Motion       |             |
| 1996 | If These Walls Could Talk |             |
| 1999 | Witness Protection        |             |

### Televisieseries
| Jaar | Titel                | Opmerkingen                        |
| ---- | -------------------- | ---------------------------------- |
| 1991 | Tales from the Crypt | aflevering "The Reluctant Vampire" |

### Documentaires
| Jaar | Titel                                                | Opmerkingen |
| ---- | ---------------------------------------------------- | ----------- |
| 2001 | Ocean Men: Extreme Dive                              |             |
| 2024 | Pioniere der Filmmusik - Europas Sound für Hollywood |             |

### Korte films
| Jaar | Titel                        | Opmerkingen |
| ---- | ---------------------------- | ----------- |
| 2018 | Being Dolphin 4D             |             |
| 2019 | The 100%                     |             |
| 2022 | Memories Born Asleep         |             |
| 2023 | Ocean of Light - Dolphins VR |             |

### Additionele muziek
Als aanvullende componist.

#### Films
| Jaar | Titel          | Opmerkingen         |
| ---- | -------------- | ------------------- |
| 1990 | Strike It Rich | voor Shirley Walker |

### Opmerkelijke partituren (concertmuziek)
- The Tempest (1997) (opgenomen door het Royal Scottish National Orchestra)
- Wedding in the Night Garden (2000) (uitgevoerd door het Los Angeles Master Chorale)
- Symphony for Orchestra and Two Pianos (uitgebracht in 2018) (uitgevoerd en opgenomen door het London Symphony Orchestra)
- Night in the Gallery for Chamber Ensemble (uitgebracht in 2019) (uitgevoerd en opgenomen door leden van het London Symphony Orchestra)
- The Five Tales for solo Piano (2019)
- Bridges: For solo Piano (2021)
- Symphony No. 2 Eerste opname uitgevoerd door het Royal Scottish National Orchestra. Gedirigeerd door Cliff Eidelman (2024)